# Хайям, Мохаммед Захир
Мохаммед Захур Хайям (англ. Mohammed Zahur Khayyam; 18 февраля 1927, Пенджаб — 19 августа 2019, Мумбаи) — индийский кинокомпозитор.
Обладатель трех премий Filmfare Awards: за лучшую музыку в 1977 году за фильм «Любовь — это жизнь» и в 1982 — за «Дорогая Умрао», а в 2010 году — за вклад в кинематограф. Удостоен премии Академии Сангит Натак (Sangeet Natak Akademi Award) за достижения в музыке в 2007 году и третьей по высоте гражданской награды Индии Падма Бхушан в 2011 году.

## Биография
Хайям родился 18 февраля 1927 году в Пенджабе, Британская Индия. Еще юным бежал в Дели, чтобы учиться музыке, однако был вынужден вернуться домой, чтобы окончить школу. Впоследствии переехал в Лахор, чтобы учиться музыке у Бабы Чишти. Далее изучал музыку у Пандита Амар Натха (Pandit Amar Nath). В возрасте 17 лет стал помощником Бабы Чишти в написании музыки к фильмам. Служил в армии во время Второй мировой войны. После войны переехал в Бомбей, где начал писать музыку к фильмам. За 50 лет написал много успешных композиций для Болливуда. В 2011 году основал фонд для поддержки молодых музыкантов, названный в честь своего погибшего сына, и перечислил в него почти всё своё состояние.
Скончался 19 августа 2019 года в возрасте 92 лет. Похоронен на кладбище в Андхери, Мумбаи.